# Impact Wrestling
Impact Wrestling (stilizirano kao IMPACT! Wrestling) američka je profesionalna promocija hrvanja sa sjedištem u Nashvilleu u državi Tennessee. Promocija djeluje putem matične tvrtke Anthem Wrestling Exhibitions, LLC, podružnice Anthem Sports & Entertainment.
Promociju su osnovali Jeff i Jerry Jarrett 2002. godine, promocija je u početku bila poznata kao NWA: Total Nonstop Action (NWA-TNA) i bila je povezana s National Wrestlingom Allianceom (NWA), iako zapravo nije bio član tog upravnog tijela. U 2004. godini, promocija je postao poznat kao Total Nonstop Action Wrestling (TNA), ali je i dalje mogao koristiti naslove poput NWA svjetsi naslov teške kategorije i NWA naslov tag tim kategorije u sklopu svog ugovora s NWA-om. Nakon završetka sporazuma 2007. godine, tvrtka je stvorila vlastiti TNA Svjetski naslov u teškoj kategoriji i TNA Svjetski naslov u tag tim kategoriji. Promociju je kupio Anthem Sports & Entertainment početkom 2017. godine, a u ožujku te godine u potpunosti je preimenovan pod današnji naziv nakon glavne televizijske serije.
Od svog početka do 2014., promocija je bila druga po veličini u Sjedinjenim Državama iza WWE-a.  Do 2017. godine Impact je tri godine bio zaostajao za TV pregledima od svog dugogodišnjeg rivala Ring of Honorom, gubitkom američkog televizijskog ugovora sa Spikeom 2014. godine, kao i financijskih i kadrovska pitanja, koja se bilježe kao čimbenici pada broja televizijskih pregleda. Od 2019. godine mnogi smatraju da se Impact oporavio kroz kontinuiranu međunarodnu televizijsku distribuciju, i kupnju AXS TV-a od strane njegove matične tvrtke, koja je nakon toga započela s prenositi epizode Impacta. Unatoč tomu, formiranjem multimilijarderske tvrtke All Elite Wrestlinga (AEW) te godine, i njihov ugovor s američkom televizijskom postajom TNT (koja se emitira u više stanova nego AXS), pa se njegov utjecaj i dalje gleda kao treća američka promocija.

## Vanjske poveznice
- Službene stranice